# Vigna malayana
Vigna malayana là một loài thực vật có hoa trong họ Đậu. Loài này được M.R.Hend. miêu tả khoa học đầu tiên.